# Stora Kalven, Södermanland
Stora Kalven är en sjö i Gnesta kommun i Södermanland och ingår i Trosaåns huvudavrinningsområde. Sjöns area är 0,057 kvadratkilometer och den befinner sig 67,1 meter över havet. Vid provfiske har abborre, gers, gädda och mört fångats i sjön.